# Вартбург (автомобил)
Wartburg (Вартбург) е марка автомобили, произвеждана до 1991 г. в град Айзенах, Тюрингия, Германия.

## История

### Начало на автомобилостроенето
В град Айзенах на 3 декември 1898 г. предприемачът Хайнрих Ернхарт (на немски: Heinrich Ehrhardt) (1840 г. – 1928 г.) основава Fahrzeugfabrik Eisenach AG (FFE) (Фабрика за превозни средства – Айзенах). В началото продукцията е предимно от велосипеди и машини с военно предназначение – транспортни колички за муниции и средства за транспортиране на добитък.

#### Автомобил „Wartburg“ (1898 – 1903)
През 1898 г. FFE започва производството на Wartburg Motor Carriage. Със започването на серийно производство FFE се превръща в третия германски автомобилен производител след Daimler и Mercedes-Benz.
След това фирмата започва производство и на двуколесни и триколесни мотопеди, малки автобуси, пожарникарски превозни средства, електрически таксита и малки камиони за доставки.
Спечелени са няколко медала от едва прохождащите състезания на писти, ралита и 24-часови състезания.

### Автомобил„Dixi“(1903 – 1927)
Недоволство на акционерите през 1903 г. обаче кара Хайнрих Ернхарт да напусне поста на генерален директор на компанията. На следващата година той напуска и фирмата, отнемайки от FFE всичките си патенти. Ернхарт е много продуктивен изобретател и има над 150 патента в областта на металолеенето и обработката на стоманата. Повечето от технологиите, въведени от него (ако не броим компютризацията на технологичните процеси, въведена в края на 1980-те години), си остават същите.
1904 г. става първата година, в която компанията съществува без своя създател и започва производството на превозни средства под търговската марка „Dixi“. Автомобилът е предназначен и за износ.
По време на Първата световна война производството се преориентира почти изцяло към военна продукция.
След войната на Германия са наложени тежки ограничения в промишлеността и особено във военното производство, което поставя голяма част от фирмите в бранша в затруднено финансово положение. Ситуацията е влошена от големите загуби на жива сила по време на войната. Загинали са някои от най-талантливите учени и изобретатели, значително е намаляло населението в активна работоспособна възраст. В тази ситуация фирмата се слива с Gothaer Waggonfabrik AG и това сливане ѝ определя второстепенна роля на пазара на превозни средства. До 1927 г. Dixi продължава да се произвежда, заедно с още 26 модела и 17 вида камиони и автобуси, но вече с Центурион като емблема върху радиатора.
Кризата и покачващата се инфлация в края на 20-те години за пореден път поставят германската икономика пред изпитание, а промишлените предприятия изпадат в затруднено положение.
През 1927 г. от Austin Motor Co е закупен лицензът на Austin 7. В следващите години Dixi 3/13 (DA 1) вече е трайна част от съзнанието и бита на хората като символ на задаващата се нова моторна епоха. Докато продукцията от Айзенах жъне успехи, Gothaer Waggonfabrik AG затъва все повече и повече – технологичното ѝ изоставане изглежда все по-трудно преодолимо.

### В семейството на BMW
През 1928 г. BMW включва айзенахските заводи като дъщерна компания. Спечелването на състезанието ADAC-Reichs-und Alpenfahrt оформя окончателно новия имидж на фирмата – съчетание на високи технологии, качество, динамика и спортен дух.
През 30-те модел 328 на BMW е непобедим по пистите с 6-цилиндровия си двигател. На чуждия пазар моделът също се радва на добър прием и заслужено уважение. Началото на Втората световна война обаче отново налага преориентиране на производството към военна продукция. Този път с гаубицата PaK 38 и цялата гама мотоциклети на BMW.
BMW мести изцяло производството на мотоциклети от Мюнхен в Айзенах през 1942 г., едновременно с началото на производството на Krades R 75.
През 1945 г. по-голямата част от германската тежка промишленост е в руини. Изключително тежко са засегнати фабриките на BMW (разрушени над 60%). Това важи и за почти всички автомобилни заводи. Айзенахският завод обаче остава извън програмата на съюзниците за разрушаване на германските промишлени предприятия. Така през ноември 1945 г. производството на автомобили е изцяло възстановено с модела BMW 321 и мотоциклетът R 35 – вече под управлението на съветската администрация.
През септември 1946 г. заводите в Айзенах са включени в Staatliche Sowjetische Aktiengesellschaft (SAG) Awtowelo (Държавно съветско предприятие „Автовело“). '
През 1946 г. BMW 340 – усъвършенствана версия на BMW 326 влиза в производство под марката (SAG) Awtowelo Werk.
Разделението на Германия на Източна и Западна налага нова ориентация в Айзенах. Създадена е VEB или VEB IFA Automobilfabrik EMW Eisenach. Новата марка вече няма в логото си цветовете на BMW – синьо и бяло, а цветовете на областта Тюрингия – бяло и червено.

### Wartburg 311/Wartburg 312
След преименуването VEB Automobilwerk Eisenach е прекратено производството на моделите на BMW и на тяхно място започва производството на IFA F8 (1951 г.), IFA F9 (1951 г.), произвеждани в Цвикау по разработки отпреди войната на DKW, като двигателят на DKW е от 1939 г., двутактов трицилиндров, 900 cm³, 30 к.с., конструкцията е с предно предаване.
Така започва двутактовата ера на източногерманската автомобилна индустрия.
IFA F9 се оказва изключително неудачна за новия германски пазар и ръководството на фабриката взема решение за разработването на изцяло нов модел автомобил. Той прави пазарния си дебют през 1956 г. под името Wartburg 311.
През 1965 г. този автомобил има вече 11 модификации и се изнася в 50 държави по целия свят.
Разработени са като е използвана същата база и шаси модификации на леки автомобили: лимузина стандарт, лимузина de Luxe, кабриолет, купе, къмпинг, пикап, комби, полицейски джип, спортен модел Wartburg 313 с двигател 55 hp.
Сред характерните особености за Wartburg 311 са:
- надлъжно по посока на движението двутактов, трицилиндров двигател в няколко модификации с работен обем 900 (40 hp на моделите 311 и 55 hp на 313), 1000 (45 hp на моделите 312) и 1100 cm3 (70 hp на 312 HT-300);
- термосифонно водно охлаждане посредством радиатор, поставен зад двигателя върху предния мост, задвижван от двигателя вентилатор и без водна помпа;
- предни задвижващи колела (предно предаване). Главината и полуоската са куплирани посредством конус и шпонка;
- окачването е реализирано посредством напречно поставени по един листов ресор върху преден и заден мост;
- електрическа инсталация 6 V.

За периода 1962 – 1965 година се произвежда Wartburg 311 с двигател 1000 cm3, с означение върху купето на автомобила като модел Wartburg 1000. Характерни особености:
- Автомобилите произведени след 1960 година имат по-големи спирачни барабани и с това имат възможност да теглят товарно ремарке;
- Поставена е водна помпа на блока на двигателя;
- Електрическа инсталация 12 V;
- Поставени са нови стопове на купето.

Интересни са спортните модификации – Wartburg 312 HT (HardTop coupe) и Wartburg 313 Sport. Те обаче са голяма рядкост поради малкото произведени бройки (около 1500 бройки 313 Sport и още толкова 312 HT). Това са своеобразни и луксозни за времето си двуместни роудстъри. Задвижвани са от по-мощни двигатели – 1100 cm3 с шеметните за времето си 70 hp и са способни да развиват скорости над 160 km/h.
При тези модификации са налице екстри, характерни за високото оборудване на 311 Limousine De Luxe, като кожена тапицерия на седалките и вратите, декоративни елементи и хромирани детайли, а двуцветното боядисване също не е рядкост за модела.
Wartburg 312 е преходен между моделите Wartburg 311 и Wartburg 353. Произвеждан е през 1965 – 1966 г. Характерното за модела е, че е с нова рама, която се влага по-късно в модел 353, а купето е от модел 311. Рамата е с четири независимо окачени колела с амортисьори и пружини.
Предлага се в същите модификации като 311, но са налице множество дребни конструктивни промени.

## Wartburg 353 от 1966 г.
През 1966 г. е пуснат на пазара първият вариант на Wartburg 353. Моделната гама тип 353 се състои от моделите 353 Седан, 353 Tourist (комби), всички се предлагат във версия „353 Standart“ и „353 De Luxe“. Окачването отпред и отзад е независимо.
Wartburg 353. Характерни особености:
- Разработена е нова скоростна кутия.
- Връзката полуоска – главина е шлицева
- Разработено е изцяло ново купе с изключително модерен дизайн
- Разработена е нова двигателна глава с вградена водна помпа
- Поставя се нова кормилна кутия
- Поставя се обновен карбуратор
- Подобрена отоплителна уредба
- Повишена безопасността при удар

При модификацията делукс:
- предни фарове за мъгла
- заден фар за мъгла
- панорамен шибидах с обтекател
- радиоприемник с антена
- алуминиеви лайстни на вратите и праговете
- джанти с хромирани обръчи и тасове
- черен покрив
- колани на задните седалки
- подгреваемо задно стъкло
- стъклоумивател на задното стъкло на Tourist

### Технически данни на Wartburg 353 Standart и 353 De Luxe от 1966
- Габарити дължина/височина/широчина: 4220/1495/1640 mm
- Тегло: Лимузина 920 kg; Турист 970 kg, Транс 840 kg.
- Обем на резервоара:42 l.
- Двигател: Трицилиндров, двутактов, надлъжно разположен с водно охлаждане
- Работен обем: 993 cm3
- Максимална мощност: 45 hp при 4200 r/min
- Максимален въртящ момент: 98 Nm при 3000 r/min
- Диаметър/ход на буталото: 73,5/78 mm
- Максимална скорост: 130 km/h
- Ускорение 0 – 100 km/h: 20 s

## Wartburg 353W от 1976 г.
През 1976 г. излиза Wartburg 353W, той се отличава с промени във външния вид и конструкцията.
- Предните барабанни спирачки са заменени с дискови
- Нова спирачна помпа
- Вгражда се променливотоков генератор
- Спирачната помпа преминава от еднокръгова в двукръгова с индикатор за нивото на спирачната течност
- Двигателят получава повишена мощност.
- Вгражда се по модерен карбуратор тип BVF 40-F2-11.
- Обновени ергономични седалки с полиуретанови подглавници (при модификация de Luxe)
- Нов волан от полиуретан
- Инерционни колани – при модификация de Luxe
- Изцяло ново арматурно табло с нови измервателни уреди
- Нови кори и дръжки на вратите
- Монтира се предна престилка тип „спойлер“ под предната броня на която при модификацията De Luxe се поставян фарове за мъгла
- Нови амортисьори с удължен пробег
- Нови „потъващи“ педали с цел безопасност при удар
- Разделен кормилен прът с цел подобряване безопасността при удар
- Подобрена отоплителна уредба
- Нов съединител с увеличен пробег
- Произвежда се във версии 353W (стандарт) и 353W De Luxe (луксозен). Вариантите са Седан и Tourist (комби).

Във версията 353W De Luxe се вграждат следните екстри:
- нов модел ергономични седалки
- полиуретанови подглавници
- предни инерционни колани
- стерео уредба с антена и антенен усилвател
- шумоизолираща, пълна тапицерия на багажника
- алуминиеви лайстни на вратите и праговете
- панорамен шибидах и обтекател
- предни фарове за мъгла
- заден фар за мъгла
- скоростен лост на пода (допълнителна поръчка)
- подгреваемо задно стъкло
- стъклоумивателна уредба за задното стъкло при Tourist
- предпазни колани за задните седалки (допълнителна поръчка)

### Технически данни 353 от 1976
- Габарити дължина/височина/широчина: 4220/1495/1640 mm
- Тегло: Лимузина 920 kg; Турист 970 kg, Транс 840 kg.
- Обем на резервоара: 42 l.
- Двигател: Трицилиндров, двутактов, надлъжно разположен с водно охлаждане.
- Работен обем: 993 cm3.
- Максимална мощност: 50 hp при 4250 min-1
- Максимален въртящ момент: 102 Nm при 3000 min-1
- Диаметър/ход на буталото: 73.5/78 mm.
- Максимална скорост: 140 km/h

## Wartburg 353 от 1983 г.
През 1983 г. излиза нов усъвършенстван Wartburg 353W. Той се отличава с някои конструктивни и външни промени от предшественика си.
- Моделът се произвежда във варианти седан, комби (Tourist)и пикап (Trans).
- Модификациите на оборудване са 2 – 353W (стандарт) и 353S (делукс), заменяща досегашната версия на 353W De Luxe.

Козметичните разлики с предишния модел са:
Детайлите които са с хромово покритие, от 1984 г. вече са с черно пластмасово покритие – брони, предна решетка, преден спойлер
При модификация 353S алуминиевите лайстни на рамките на прозорците са заменени с такива от PVC.
Хромираните дръжки на вратите са заменени с нови, от PVC.
Поставя се нов волан от полиуретан
От 1984 г. се поставя нов комбиниран уред със светодиодни индикатори отчитащ температура на двигателя, наличие на гориво и моментен разход на гориво, има и фотодатчик за автоматично регулиране интензитета на светлината
Серийно се поставят и при модификация Standart нови ергономични седалки, нови полиуретанови подглавници и инерционни колани
Конструктивни промени:
Серийно се поставят нови фарове производство на „Ruhla“ с крушки H4
Започва серийно вграждане на двустепенен карбуратор JIKOV 32 SEDR
Предлага се безконтактна запалителна система за модификация 353S
Вгражда се нов променливотоков генератор с електронен регулатор на напрежението
При модификацията 353S (De Luxe) се вграждат серийно:
-двутонален клаксон
-шумоизолираща тапицерия на багажника
-радио приемник с антена и антенен усилвател
-PVC лайстни по рамките на вратите
-Джобове за вещи в корите на вратите
-панорамен шибидах с обтекател
-3 точкови колани на задните седалки (допълнителна поръчка)
-подгреваемо задно стъкло
-фарове за мъгла отпред
-фар за мъгла отзад
-чистачка с умивателно устройство на багажника при вариант Tourist
-5 степенна скоростна кутия (допълнителна поръчка)
-Безконтактно запалване тип „EBZA“ (допълнителна поръчка)
Започва производството на версия 353 TRANS – пикап

## Wartburg 353 W от 1986
През 1986 година излиза нов усъвършенстван модел 353W (четвърто поколение). Произвежда се във варианти Седан, комби (Tourist) и пикап (Trans). Модификациите на оборудване са две – 353W (Standart) и 353S (De Luxe).
* При модификацията делукс се срещат следните подобрения:
-Две странични огледала, Двутонов клаксон, Шумоизолираща тапицерия на багажника, Радиоприемник с антена, черни PVC лайстни на вратите, Арматурно табло с махагон, фарове за мъгла „Ruhla“ отпред, Фар за мъгла отзад, подгреваемо задно стъкло, 3 точкови колани на задната седалка (допълнителна поръчка), Панорамен шибидах и обтекател, 5-степенна скоростна кутия (допълнителна поръчка), електронно запалване с оптични датчици EBZA (допълнителна поръчка), автономно отопление (допълнителна поръчка), Чистачка с умивател на задното стъкло при Tourist, централно заключване (допълнителна поръчка), алуминиеви джанти (допълнителна поръчка)
* Има конструктивни и външни промени с предшественика, по-мощен двигател, променен интериор, модифициран външен вид и др.
При този модел е налице:
-Нова интегрирана предна решетка
-Нови брони с черно пластмасово покритие, без буфери
-Изцяло нови фарове H4
-Водния радиатор е преместен пред двигателя и вграден в предната решетка
-Ел. перка на охлаждането
-Нова опростена водна помпа със система за постоянно обезвъздушаване
-Нов модел кормилна рейка
-Подгряване на всмукателния колектор
-Променена въздухозасмукваща система

### Технически данни на Wartburg 353W модел 1986 г.
- Габарити (дължина/височина/широчина): 4220/1495/1640 mm
- Тегло: Лимузина 920 kg; Турист 970 kg, Транс 840 kg
- Обем на резервоара:42 l
- Двигател: Трицилиндров, двутактов, надлъжно разположен с водно охлаждане.
- Работен обем: 993 cm3
- Максимална мощност: 57 hp при 4800 r/min
- Максимален въртящ момент: 106 Nm при 3000 r/min
- Диаметър/ход на буталото: 73.5/78 mm
- Максимална скорост: 150 km/h
- Ускорение 0 – 100 km с пълен товар: 17 s
- Трансмисия: 4-степенна механична, напълно синхронизирана с устройство за свободен ход (фрайлауф)

Предавателни числа:
- - I – 3.769
  - II – 2.16
  - III – 1.347
  - IV – 0.906
  - Главно предаване – 4.22

До 1988 г. от модела 353 са произведени 1 224 662 бройки.
- Wartburg 353S, 1986 г.
- Wartburg 353S – двигателен отсек
- Wartburg 353S – интериор

## Wartburg 1.3
През 1988 г. е представен Wartburg 1.3. Той се произвежда във варианти седан, комби (tourist) и пикап (trans). Модификациите са 1.3 (стандарт) и 1.3S (De Luxe).
- Новия модел се характеризира с ново шаси и модернизиран дизайн – изцяло нова предна и задна част, широки пластмасови брони, арки на калниците, нова задница с широки стопове и предни мигачи производство на завод „Ruhla“, високи ръбове на предния и задния капак и др.
- При делукс са налице допълнително две странични огледала, предни фарове за мъгла, подгреваемо задно стъкло, шибидах с обтекател, ел. фарове, стъклоумивател на задното стъкло при Tourist, декоративни пластмасови капаци на джантите и др.
- Към модификацията делукс може да се поръча допълнително и 5-степенна скоростна кутия, централно заключване, аларма, алуминиеви джанти и др.
- Новият модел се характеризира с изцяло обновен интериор – ново арматурно табло, големи полиуретанови подлакътници на вратите, плюшен салон, допълнителни шумоизолации на купето, скоростния лост е преместен на пода, подобрена отоплителна система и др.
- На новите модели се монтира 4-тактов двигател по лиценз на Фолксваген (произвеждан в ГДР за VW Polo 86c и за Wartburg 1.3), напречно разположен, с карбуратор и автоматичен смукач и безконтактна запалителна система.

### Технически данни на Wartburg 1.3
- Габарити (дължина/височина/широчина):

- Лимузина: 4276/1495/1643 mm
- Турист: 4216/1495/1643 mm
- Транс: 4224/1685/1630 mm (височина с чергило, ненатоварен)

- Тегло (празен, зареден): Лимузина 900 kg; Турист 960 kg, Транс 840 kg.
- Обем на резервоара: 42 l.
- Двигател: Четирицилиндров, 4-тактов, напречно разположен, с водно охлаждане.
- Работен обем: 1272 cm3.
- Максимална мощност: 47 kW (64 к.с.) при 5500 об./мин.
- Максимален въртящ момент: 98 Nm при 3500 об./мин.
- Максимална скорост: 150 km/h.
- Ускорение 0 – 100 km/h: 15 s.
- Трансмисия: 4-степенна, напълно синхронизирана.

Предавателни числа:

- I – 3,25
- II – 2,053
- III – 1,342
- IV – 0,956
- Заден ход – 3,077
- Главно предаване: 4,18 (това не го пише в ръководството)

До 1991 г. от модела 1.3 във всички модификации са произведени близо 200 000 бр.

## Wartburg 1.3 Tourist L
През 1990 г. на панаира в Лайпциг е представен модернизираната луксозна версия на Wartburg 1.3 Комби – 1.3 Tourist L.
Подобренията по колата са нанесени от немската тунинг фирма Karman.
При него са налице козметични промени, а също така и допълнителни екстри и промени в интериора – прозрачен стъклен шибидах, пластмасови рамки за ски на покрива, странична лайстна с надпис Tourist, нови декоративни капаци на джантите, също така и черни рамки на вратите, тонирани стъкла, плюшен салон с големи подлакътници, 5-степенна скоростна кутия, централно заключване, аудио система Blaupunkt и др.

## Wartburg Irmscher
През 1990 под съвместната работа на автомобилния завод Айзенах и компанията за тунинг Irmscher е създаден на базата на Wartburg 1.3 – специалното изпълнение Wartburg 1.6 Irmscher. В този модел е инсталиран по-мощен двигател – 1.6, пълен инжекцион, мощност 95 hp.
- Максимална скорост – 200 km/h.
- Трансмисията е 5-степенна.

По модела има множество подобрения:
- усъвършенствано окачване Bilstein, снижено с 20 mm
- Подобрен външен вид с масивни модерни брони
- Алуминиеви джанти 14’’ Irmscher
- Нови странични огледала Engelmann
- Промени в арматурното табло и уредите
- Спойлер на капака на багажника
- спортен волан Irmscher
- седалки Recarro, тапицирани в червено и черно, както и нови кори на вратите, тапицирани в същата гама
- спортна изпускателна система
- Инсталирани са фарове за мъгла, тонирани стъкла, централно заключване, аларма, ел. стъкла (в някои модели), аудио система Blaupunkt и др.

Няма данни за броя произведени коли от модела.

## Wartburg 400
През 80-те е създаден лекия джип Wartburg 400. Той е на базата на Wartburg 353, в него е вграден трицилиндров двутактов двигател с водно охлаждане.
Автомобила е с двойно предаване – 4x4.
Максималната му скорост е 110 km/h.
Ползван е от армията и граничната полиция на ГДР, а също така е предлаган и в цивилна версия, за Гърция е изнасян като плажен автомобил.

## Wartburg 355 Coupe
През 1970 е разработено двуврато, четириместно спортно купе тип хечбек – Wartburg 355.
Модела разполага с познатия от Wartburg 353 двигател с 55 к.с. и благодарение на лекото си купе от 780 кг и приличната за времето си аеродинамика се ускорява бързо и достига максимална скорост над 150 км/ч.
В модела има интересни въведения като спортен волан, анатомични седалки, скоростен лост на пода, алуминиеви джанти, фарове за мъгла и др.

## Полицейски версии на Wartburg
Автомобилите Wartburg са били сред основните превозни средства на народната полиция на ГДР.
За целта на институцията са предоставяни модифицирани автомобили Wartburg.
В полицейския вариант на Wartburg 353S е налице по-мощен двигател (версии с 65 и 90 конски сили), радиостанции, сирени, мегафон, усилвания по шасито, автономно парно с бензинова печка тип Scirocco с цел отопление на автомобила дори когато двигателя не е задействан, а също и по-голям резервоар – 60 л.
В някои екземпляри е вграждана и 5-степенна скоростна кутия.
Налице са били и така наречените автомобили „водач на специални операции“ – Feurwehr които са били използвани от пожарната служба и гражданска защита на ГДР.
В тези автомобили са налице модификации като в полицейските екземпляри плюс някои допълнителни елементи необходими за автомобилите към тези институции.
- Wartburg 353W полицейска версия, 1977 г.
- Wartburg 1.3 полицейска версия, 1989 г.

## Wartburg Melkus RS
- Wartburg Melkus RS
- Wartburg Melkus RS

Буржоазията едва ли подозира колко много е осакатила моторните спортове в някогашния социалистически лагер. В братските страни винаги бяха фаворизирани спортове „за масите“ за сметка на капиталистическите състезателни забавления. Това не само лиши няколко поколения от удоволствието, което доставят скоростите, а и срина доземи традициите, които някои държави от съветския блок имаха преди Втората световна война и „освобождението“ си. Може би най-тежко засегната от социалистическата доктрина бе ГДР, която участваше в автомобилни стартове само във Формула 2 и 3, и то единствено с представители на братските страни.
За младите хора обаче политическите доктрини никога не са били пречка. Доказва го инициативата, която Спортният автомобилен клуб на ГДР предприема през 1968 г. Тогава младоците начело със смятания за гений Хайнц Мелкус решават да конструират състезателен автомобил на базата на Wartburg като единствен приемлив донор, единствено защото Trabant някак не отговаря на изискванията. Благодарение на участието на студенти от Техническия университет в Берлин, техници от заводите в Айзенах и Института за пластични изкуства, първият прототип е създаден за рекордно кратко време. Той напуска работилницата на Хайнц Мелкус още в края на същата година. Новият Melkus RS 1000 се категоризира в група 4 според тогавашните регламенти на FIA. Конструкцията използва почти изцяло агрегатите на серийния седан Wartburg 353 – окачване, спирачки, кормилно управление, електрическа инсталация и дори ветроупорното стъкло. Само шасито е подсилено, за да издържа повишеното напрежение по време на състезание.
При първите няколко бройки Хайнц Мелкус форсира двутактовия двигател на „Пърдящия Ханс“, като повишава мощността от 50 на 75 hp от 993 cm3 с промени във впръскването на горивото, монтирането на три карбуратора от мотоциклет MZ и прецизно полиране на работните повърхности. Оптимизирайки допълнително тези параметри, германецът успява да изстиска още 25 hp за състезателната версия, благодарение на които тежащата 680 kg кола достига над 180 km/h.
Следващите Melkus-и се оборудват с модифицирани двигатели Wartburg, чийто работен обем е увеличен до 1120 cm3 (диаметър на цилиндъра/ход на буталото съответно 78/78.0 mm). Мощността вече е 90 hp, а въртящият момент нараства до 130 Nm при 3500 об./мин. Най-впечатляващ обаче е разходът на тези състезателни автомобили, който рядко надхвърля 12 l/100 km. Специално за състезателни нужди през 1973 г. Хайнц Мелкус създава най-бързата си кола. Този Melkus развива 120 hp и достига скорост от над 200 km/h. Немалка заслуга за впечатляващите резултати имат специалистите от Техническия университет в Дрезден, чиято работа върху купето на Wartburghini-то свежда коефициента на въздушно съпротивление до рекордната за 70-те години стойност Сх=0.30.
От 1968 до 1973 г. в Дрезден са произведени точно 101 Melkus-а. Номенклатурата бързо оценява качествата на спортния Wartburg. Повечето екземпляри попадат в ръцете на синчета на партийни величия в ГДР, въпреки цената от над 32 000 марки през 1973 г. срещу 14 000 за стандартен седан 353. До днес съществуват около 70 запазени бройки, чиято рядкост и оригинална конструкция ги правят търсено попълнение за частни колекции на ентусиасти. Средната цена на Melkus RS 1000 в добро състояние достига 35 000 Евро.
- Двигател: трицилиндров, редови, двутактов, разположен пред задния мост, водно охлаждане.
- Диаметър на цилиндъра/ход на буталото: 75/78 mm, 78/78 mm
- Работен обем: 1120 cm3.
- Максимална мощност: 88 kW/120 hp при 5500 об./мин.
- Максимален въртящ момент: 150 Nm при 3500 об./мин.
- База: 2450 mm.
- Дължина/широчина/височина: 4000/1700/1070 mm.
- Предна/задна колея: 1340/1380 mm.
- Маса: 680 kg.
- Разпределение на масата отпред/отзад: 46,50%/53,50%
- Клиренс: 150 mm.
- Скоростна кутия: петстепенна, механична, задвижване на задните колела.
- Гуми отпред/отзад: 155 SR 13/155 SR 13
- Максимална скорост: над 210 km/h.
- Ускорение от 0 до 100 km: 7 s.

## Wartburg и автомобилните спортове
Автомобилите Wartburg са взимали участие в ралита по цял свят: RAC рали Англия, Рали Монте Карло, Рали Турция, Рали Гърция, Rally Pneumant, Rallye Costa Rica, Rallye Costa Brava, Rallye Barum (Czechoslovakia), Rallye du Condroz(Белгия), Рали „Златни Пясъци“ и „Стари столици“ в България и много други. Само за периода 1954 – 1983 г. имат реализирани 199 победи в международни състезания на европейския континент, 28 победи в генерални класирания, 67 отборни (национални) победи, 445 златни медала, 174 сребърни и 137 бронзови медала.
Така автомобилите Wartburg се превръщат в една легенда от източния блок.
Дори днес има пилоти които участват с подготвени автомобили Wartburg в автомобилните спортове.
Ето някои от вариантите, които са подготвяли и с които са се състезавали автомобилните пилоти през годините:

### Wartburg 311 GT
- Година на производство: 1964
- Работен Обем: 993 cm3.
- Двигател: Трицилиндров, двутактов, водно охлаждане.
- Карбуратори: 2x Weber Doppel-Flachstrom-Vergaser 40 DCO.
- Мощност: 78 hp при 4500 r/min
- Въртящ момент: 122Nm при 3800r/min
- Трансмисия: 4-степенна, механична.
- Рама: Усилена.
- Дължина: 4300 mm.
- Широчина: 1570 mm.
- Височина: 1450 mm.
- Тегло: 915 kg.
- Макс. скорост: 160 km/h

### Wartburg 353 Rallye
- Година: 1974.
- Обем: 992 cm3.
- Двигател: Трицилиндров, двутактов, водно охлаждане.
- Мощност: 68 KW / 95 hp.
- Трансмисия: 5-степенна, механична.
- Запалване: Модифицирана електронна батерийна запалителна система тип EBZA>
- Тегло: 780 kg.
- Междуосие: 2450 mm.
- Дължина: 4220 mm.
- Ширина: 1642 mm.
- Височина: 1495 mm.
- Максимална скорост: 182 km/h

### Wartburg 353 WR – 1979
- Година: 1979.
- Обем: 1147 cm3.
- Двигател: Трицилиндров, двутактов.
- Охлаждане: Течно.
- Съотношение на смесване: 1:40.
- Диаметър/ход на буталото: 75/78 mm.
- Степен на сгъстяване: 10.
- Карбуратори: BVF-M42-Zentralschwimmer-Rundschieber, 40 mm.
- Мощност: 91 KW / 125 hp при 5500 r/min
- Въртящ Момент: 150 Nm при 4000 r/min
- Трансмисия: 5-степенна.
- Запалване: Модифицирана електронна батерийна запалителна система с оптодатчици тип EBZA.
- Джанти: 13/6-цола, магнезиеви.
- Гуми: Pneumant 165RS13.
- Междуосие: 2450 mm.
- Спирачки: дискови, отпред и отзад.
- Дължина: 4220 mm.
- Широчина: 1642 mm.
- Височина: 1465 mm.
- Маса: 815 kg.
- Максимална скорост: 195 km/h.

### Wartburg 353W-460 – 1986
Модификация разработена 1986 г. във връзка с новите изисквания на ФИА за използването на сериен карбуратор
- Година: 1986.
- Обем: 1147 cm3.
- Двигател: Трицилиндров, двутактов, горивна камера тип полумесец.
- Охлаждане: Течно.
- Съотношение на смесване: 1:40.
- Диаметър/ход на буталото: 78/78 mm.
- Степен на сгъстяване: 11
- Карбуратор: 1 бр. Jikov 32 SEDR
- Мощност: 68kW / 92 hp при 55000 r/min
- Въртящ момент: 145 Nm при 4300 r/min
- Трансмисия: 5-степенна.
- Запалване: Модифицирана безконтактна електронна запалителна система с оптодатчици тип EBZA.
- Джанти: 13/6-цола, магнезиеви.
- Гуми: Pneumant 165RS13.
- Междуосие: 2450 mm.
- Спирачки: дискови, отпред и отзад.
- Дължина: 4220 mm.
- Широчина: 1642 mm.
- Височина: 1465 mm.
- Маса: 815 kg.

### Wartburg 353 WR – 1986
- Година: 1986.
- Обем: 1147 cm3.
- Двигател: Трицилиндров, двутактов, 5 преливни канала на цилиндър, горивна камера тип полумесец.
- Охлаждане: Водно.
- Съотношение на смесване: 1:40.
- Диаметър/ход на буталото: 78/78 mm.
- Степен на сгъстяване: 11.
- Карбуратори: BVF-M42-Zentralschwimmer-Rundschieber, 45 mm.
- Мощност: 115kW / 160 hp при 6000 r/min
- Въртящ момент: 180 Nm при 4300 r/min
- Трансмисия: 5-степенна.
- Запалване: Модифицирана безконтактна електронна запалителна система с оптодатчици тип EBZA.
- Джанти: 13/6-цола, магнезиеви.
- Гуми: Pneumant 165RS13.
- Междуосие: 2450 mm.
- Спирачки: дискови, отпред и отзад.
- Дължина: 4220 mm.
- Широчина: 1642 mm.
- Височина: 1465 mm.
- Маса: 815 kg.
- Максимална скорост: над 200 km/h.

## Автомобилен завод в Айзенах днес
Политическата и икономическа обстановка в Германия след Обединението довеждат завода до криза, тъй като предприятието е държавно.
Правителството отказва да финансира по какъвто и да е начин завода и така го довежда до несъстоятелност. Взето е решение заводът да бъде продаден на търг. Търгът е спечелен от подразделението на корпорацията General Motors Opel.
Производството на автомобили Wartburg е прекратено през 1991 г.
През 1991 г. – 1992 г. в източната част на завода е инсталирана новата (свръхмодерна за времето си) поточна линия на Adam Opel AG, a в западната част завръщат поточтните линии на BMW, преместени по-късно в Krauthausen.
Така в Айзенах днес се произвеждат автомобили само от марката Opel и 110-годишната традиция на автопроизводството в региона остава жива.
В средата на 2000-те е показан концептуален модел на Opel Insignia, който е брандиран като Wartburg Eisenach.

## Модели
Хронология на автопроизводството в Айзенах
(автомобили и мотоциклети)
- 1898 – 1900 Wartburg Моторваген
- 1907 – 1913 Дикси Р8
- 1927 – 1929 Дикси 3/15
- 1929 – 1931 BMW 3/15
- 1933 – 1934 BMW 303
- 1934 – 1936 BMW 309
- 1934 – 1937 BMW 315
- 1935 – 1937 BMW 319
- 1936 – 1941 BMW 326
- 1936 – 1941 BMW 327
- 1942 – 1944 BMW R 75
- 1937 – 1939 BMW 321
- 1945 – 1955 BMW / EMW R 35
- 1945 – 1949 BMW 321
- 1949 – 1955 BMW / EMW 340
- 1950 – 1955 BMW / EMW 327
- 1953 – 1956
  - IFA F 9,
  - IFA F 9 Cabrio
- 1956 – 1965
  - Wartburg 311 Limousine De Luxe,
  - Wartburg 311 Camping,
  - Wartburg 311 Combi,
  - Wartburg 311 Coupe,
  - Wartburg 311 PickUp
- 1965 – 1966
  - Wartburg 312 Limousine,
  - Wartburg 312 Limousine De luxe,
  - Wartburg 312 Camping,
  - Wartburg 312 HT,
  - Wartburg 312 Combi,
  - Wartburg 312 Coupe,
  - Wartburg 312 Pickup,
  - Wartburg 313 Sportwagen
- 1966 – 1975
  - Wartburg 353,
  - Wartburg 353,
  - Wartburg 353 De luxe,
  - Wartburg 353 Tourist,
  - Wartburg 353 Torist De Luxe,
  - Wartburg 353 Trans,
  - Wartburg 353 Super De Luxe
- 1975 – 1983
  - Wartburg 353W,
  - Wartburg 353W De Luxe,
  - Wartburg 353 Tourist,
  - Wartburg 353W Tourist De luxe,
  - Wartburg 353W Trans,
  - Wartburg 400
- 1983 – 1986
  - Wartburg 353W,
  - Wartburg 353S,
  - Wartburg 353W Tourist,
  - Wartburg 353S Tourist,
  - Wartburg 353 Trans
- 1986 – 1989
  - Wartburg 353W,
  - Wartburg 353S,
  - Wartburg 353W Tourist,
  - Wartburg 353S Tourist,
  - Wartburg 353W Trans
- 1988 – 1991
  - Wartburg 1.3,
  - Wartburg 1.3S,
  - Wartburg 1.3 Tourist,
  - Wartburg 1.3S Tourist,
  - Wartburg 1.3 Trans,
  - Wartburg 1.3 Tourist L,
  - Wartburg Irmscher